# 小鯖村
小鯖村（おさばそん）は、かつて山口県吉敷郡東部（現在の山口市東部）に存在した村である。1955年（昭和30年）4月1日に大内町への合併を経て、1963年に山口市に編入合併した。

## 地理
山口市中心部と防府市のほぼ中間に位置し、山に囲まれた地域である。田園が広がる地域である。
小鯖地区の中心地は下小鯖八反田である。

## 歴史
- 1889年（明治22年）4月1日 - 町村制の施行により、下小鯖村・上小鯖村の区域をもって発足。
- 1955年（昭和30年）4月1日 - 大内村・仁保村と合併して大内町が発足。同日小鯖村廃止。

## 字

### 上小鯖地区
- 向山
- 中村
- 樋の口
- 宮の馬場
- 梨場
- 江良

### 下小鯖地区
- 柊（ひいらぎ）
- 八反田（はったんだ）
- 下鯖山 (しもさばやま)
- 上鯖山 (かみさばやま)
- 稔畑 (うつぎばた)
- 鳴滝（なるたき）
- 松尾
- 鯖地

## 現況
廃止後は旧小鯖村地域が山口市の一地域（小鯖地区）となっている。山口市と防府市のほぼ中間に位置し、地区の中心を国道262号が貫く状況であることから、交通の便が比較的良く、徐々にではあるが宅地化が進みつつある。